# Cantón de Fénétrange
El cantón de Fénétrange era una división administrativa francesa, que estaba situada en el departamento de Mosela y la región de Lorena.

## Composición
El cantón estaba formado por veintiún comunas:
- Belles-Forêts
- Berthelming
- Bettborn
- Bickenholtz
- Desseling
- Dolving
- Fénétrange
- Fleisheim
- Gosselming
- Hellering-lès-Fénétrange
- Hilbesheim
- Mittersheim
- Niederstinzel
- Oberstinzel
- Postroff
- Romelfing
- Saint-Jean-de-Bassel
- Sarraltroff
- Schalbach
- Veckersviller
- Vieux-Lixheim

## Supresión del cantón de Fénétrange
En aplicación del Decreto nº 2014-183 de 18 de febrero de 2014, el cantón de Fénétrange fue suprimido el 22 de marzo de 2015 y sus 21 comunas pasaron a formar parte del nuevo cantón de Sarrebourg.